# Космос-1300
Космос-1300 је један од преко 2400 совјетских вјештачких сателита лансираних у оквиру програма Космос.
Космос-1300 је лансиран са космодрома Плесецк, СССР, 24. августа 1981. Ракета-носач Циклон-3 је поставила сателит у орбиту око планете Земље. 